# ガン・ブラッド・デイズ
ガン・ブラッド・デイズは、日本のブラウザベースシミュレーションゲーム。開発はヴァンガード、運営はケイブ。シナリオは芝村裕吏が担当し、キャラクターデザインにはkyo、広江礼威などが参加している。

## 概要
先行体験会、オープンβテストを経て、2012年8月2日に正式サービスを開始、基本無料・アイテム課金制。2025年の日本を舞台に、プレイヤーはオルトロス・日本解放戦線・セイバーの中からいずれかの勢力を1つ選び、基地を発展させながらキャラクターカードで部隊を編成し、47都道府県の支配権を巡り他勢力と戦闘を行う。ゲーム周期は6ヶ月間で、周期毎に一部のデータを除きリセットされる予定だったが、2013年3月1日にサービス終了が告知された。終了日は2013年4月30日午前11時となる。

## 作中の歴史
- 2017年11月29日　帝都大学研究チームが相模トラフの調査中に未知の鉱物を発見
- 2018年1月15日　オルタメタルと名付けられた新鉱物にエネルギー転用の可能性が見出される
- 2019年4月29日　オルタメタル研究の責任者である帝都大学の如月教授が行方不明になる
- 2020年8月11日　日本発の金融危機が発生し世界経済に重大な影響を及ぼす
- 2020年10月1日　オルトロス社がオルタメタルの商用化成功を発表
- 2020年12月25日　経済破綻の責任を取って尾形内閣が総辞職
- 2021年2月10日　オルトロス社の全面支援を受けた速長臨時内閣が発足
- 2023年5月1日　オルトロス社のオルタメタル発電施設が稼動開始、世界中から受注を集める
- 2024年3月31日　自衛隊が解散し日本国軍が発足
- 2024年4月3日　秋葉原で暴動が発生し国軍が出動、一般市民に死傷者が出る
- 2024年5月12日　新治安維持法が施行
- 2024年4月27日　オルトロス社がオルタメタルを採用した第7世代型装備を国軍へ供給開始
- 2024年8月13日　旧自衛隊員からなると思われる武装組織が国会議事堂を占拠、多数の死傷者が出る
- 2024年10月26日　アメリカに「日本亡命政府」が樹立される
- 2024年11月4日　国連安全保障理事会が緊急会議を招集し、日本へのアメリカ軍の治安維持派遣を決定
- 2024年12月1日　日本の空域を完全封鎖し航空機の乗り入れ禁止を宣言
- 2024年12月15日　ジュネーブ機関が日本の実態調査を開始
- 2025年7月　アメリカ軍第198合同任務部隊が日本への上陸作戦を開始
- 同年　日本内戦の実態が世界に知れ渡る

## 勢力

### オルトロス
オルタメタルの実用化と国家による優遇政策を受けて急速に成長した新興財閥。本拠地は東京湾に浮かぶ移動可能な人工島。首領の速長家が首相を輩出したことにより政府を掌握、日本唯一の正当政府を公称している。

### 日本解放戦線
オルトロスと対立しているもう一方の日本国「日本民主主義回復運動」が擁する軍隊。日本のほぼ半分を勢力下におさめており、本拠地は旧関西国際空港。旧自衛隊出身者を中心に構成されているが、10代前半の少年兵も多い。なお階級名称は他勢力と異なり、一尉・三佐など旧自衛隊式のものに準じている。

### セイバー
アメリカ軍第198合同任務部隊のコードネーム。キャサリン・ホワイトフィールド提督が指揮する。「日本亡命政府」の要請により組織された。本拠地は東シナ海にある元オルトロスの採掘拠点。国連安保理決議に従い2025年にオルトロスから日本を解放すると称して日本への侵攻を開始、激しい抵抗にあいながらも長崎や佐世保などへの上陸に成功している。

### ジュネーブ機関
戦時における戦時国際法の遵守を監視する目的で設立された中立の国際機関。日本内戦に関しては監査官・兎吊木（うつりぎ）アリスが派遣されている。なお、兎吊木アリスは公式Twitterを担当しているキャラクターで、23歳。

### 紅蓮の夜
全ての陣営に対して無差別に攻撃を行っている謎のテロ組織。被弾しても容易に倒れない、化け物じみた者たちで構成されている。

## ガン・ブラッド・デイズ（小説）
電撃文庫刊。著者は芝村裕吏、カバーイラスト・挿絵はkyo。ゲームのオープンサービスに先駆けて刊行されており、内容はゲームの前日談となっている。

### あらすじ
アメリカ人の新聞記者イーヴァ・クロダは米軍の日本上陸作戦の同行取材のため、軍のオスプレイに同乗し日本へ向かう。しかし洋上で多数の対空ミサイルによる迎撃を受け、彼女の乗った機は撃墜されてしまう。部隊の生存者と共に上陸した日本は、激しい内戦の真っ只中にあった。

### 登場人物
イーヴァ・クロダ（Eva Kuroda）
主人公。ウェストヴァージニア州出身のアメリカ人で、地元新聞ヴァージニア・イラステッド・ガジェット紙の女性記者。22歳、身長は5フィート2インチ（157.48センチメートル）。白人の父親と日本人の母親を持つハーフ。日系人だが、日本に関する知識や認識は一般的なアメリカ人のものと大差ない。子供の頃に男子から「ジャップ」とからかわれたせいで、恋愛とは縁遠い。なお「ガン・ブラッド・デイズ」とは、彼女が公開した日本内戦レポートのタイトルである。
斉藤敦子（さいとう　あつこ）
日本解放戦線の女性中隊長。28歳。自称・元自衛隊レンジャー。少年兵からなる部隊を指揮しており、不正規戦を得意とする。
井坂ナミ（いざか　なみ）
日本解放戦線所属、斉藤敦子指揮下の女性少年兵。15歳（ゲーム版では14歳）。イーヴァの護衛兼監視役。天真爛漫な性格だが、高い身体能力を持つ上にパーソナル・スーツの操縦までこなす非常に優秀な兵士である。「お姫様」桜子の大ファン。
鈴木郁夫（すずき　いくお）
日本解放戦線所属、斉藤敦子指揮下の少年兵。14歳（ゲーム版では13歳）。イーヴァの護衛兼監視役。制圧射撃から狙撃まで器用にこなす優秀な兵士だが、ナミの子分のような扱いをされている。両親をオルトロスに殺されている。
井島正造（いじま　しょうぞう）
日本解放戦線を擁する「日本民主主義回復運動」の4代目内閣総理大臣。70歳前後。戦前の政府で外務大臣を経験したこともある、非常に老獪な人物である。「公正な選挙を経ていない」との理由で、オルトロスも「日本亡命政府」も認めていない。子供と孫は全員オルトロスに殺されている。
桜子（さくらこ）
日本解放戦線が擁する日本国の正統な「お姫様」。ナミより1歳年上。政治とは距離を置いているが、政治力に優れた少女である。オルトロスに関しては、「自分の国の一部」という認識を持っている。
速長裕次郎（はやなが　ゆうじろう）
オルトロスの首領・速長家四兄弟の次男。24歳。非嫡出子であり母親の元で育てられたため、17歳になるまで自分が速長家の次男である事を知らなかった。速長家の人間としては珍しい常識人だが、女心には疎い。なお兄の弘太郎は現職の日本国首相である。
速長いすず（はやなが　いすず）
オルトロスの首領・速長家の末娘。慎ましい少女だが兄・裕次郎に兄妹以上の感情を抱いているふしがあり、彼と親しげな女性に対しては敵愾心をあらわにする。
福永紀香（ふくなが　のりか）
オルトロスの女性社員。23歳。一人称は「紀香ちゃん」。新人のオペレーターであるが、オスプレイの操縦もこなす。言動がいささか常識からずれている上によく笑うため、イーヴァから麻薬中毒者ではないかと疑われた。
ムラト・スミス
イーヴァの世話役を担う米軍海兵隊の軍曹。同じく軍人だった父親が2011年のトモダチ作戦に参加しており、その影響を受け親日派である。
ステファニー・クレメンツ（Stephany Clements）
セイバーの戦術指揮官。25歳。元海兵隊員。ある理由から日本人を激しく憎悪している。
スティーブン・クリーブランド（Stephen Cleveland）
イーヴァが同乗したオスプレイで輸送されていた米軍海兵隊部隊の兵士。
少尉
イーヴァが同乗したオスプレイで輸送されていた米軍海兵隊部隊の指揮官。
イネス・レーガン
米軍の女性法務官。

### 兵器
パーソナル・スーツ
通称PS。箱に手足を生やしたような不恰好な姿をしているが、足裏に車輪があり、パイロット次第でかなりの機動性を発揮出来る。元はTPP参加後に軽自動車に代わり登場した民間の乗り物だったが、現在の日本ではこれに機関砲やロケットランチャーなどの武装を施し軍事利用している。
多脚式戦車
オルトロスが保有している、車体から車輪の付いた足が4本生えている戦車。強力な兵器で、パーソナル・スーツに対して圧倒的な優位性を持っている。
装甲列車
セイバーが保有している、装甲を施した列車に戦車の砲塔を多数取り付けた対多脚式戦車用兵器。火力は絶大だが、攻め方によってはかなり容易に無力化出来てしまう。

### 単行本
全1巻
1. 2012年7月10日発売 ISBN 978-4-04-886661-3